# Lupta pentru Africa

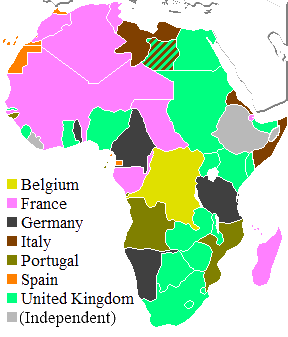
Africa în 1914

Lupta pentru Africa este denumirea dată ocupării de către puterile europene a continentului african în perioada 1881–1914, adică anterior Primul Război Mondial. Dintre exploratorii Africii din secolul al XIX-lea pot fi menționați David Livingstone și John Speke. Cauzele acestui fenomen sunt multiple, de la nevoia țărilor europene de a-și deschide noi piețe de desfacere până la rivalitățile strategice ale puterilor Europei, inclusiv aspecte legate de Canalul Suez.
Dispunând de avuții și tehnologii superioare, marile puteri europene au putut să cucerească regiuni întinse ale lumii și să pretindă dreptul de posesiune asupra acestora.

## Începuturile
Spre sfârșitul secolului al XIX-lea, puterile europene au încetat să se mai confrunte între ele pentru teritoriile și piața europeană. După ascensiunea bruscă a noii forțe a Germaniei sub conducerea politică a lui Bismark,toate națiunile europene au căutat zone mai îndepărtate, aducătoare de profit. Națiunile europene rivale s-au grăbit să acapareze noile colonii din Africa.Procesul a devenit cunoscut sub numele de „ Competiția pentru Africa” (1880-1912). Marea Britanie și Franța conduceau, urmate îndeaproape de Germania, Belgia și Italia. Între Marea Britanie și Franța s-au aprins numeroase conflicte în problema coloniilor din Africa de Vest. Marea Britanie, care înainte se mulțumea cu un număr mic de colonii, a pus până la sfârșitul secolului, pe toate teritoriile actualmente în Ghana și Nigeria și controla practic Sierra Leone și Gambia.

## Canalul Suez
Deschis în 1869, Canalul Suez scurta drumul pe mare dintre Marea Britanie și India de la trei luni la trei săptămâni. Viceregele (kedivul) Egiptului avea dificultăți financiare, iar britanicii i-au cumpărat, în 1875, cele 50% din acțiunile pentru canalul Suez, pe care acesta le deținea. Relațiile dintre Marea Britanie și Franța s-au înrăutățit în 1882, când britanicii au ocupat Egiptul pentru a-și proteja interesele în perioada unei revolte locale împotriva europenilor. În 1885, generalul Gordon și mulți soldați britanici au fost uciși când Mahdi, liderul din Sudan, a cucerit orașul Khartoum, de pe Nilul Alb. Italienii au invadat Eritreea (azi parte a Etiopiei), iar regele Leopold al Belgiei a cucerit Congo.

## Expansiune constantă
Competiția pentru Africa a devenit un fenomen recunoscut oficial la Conferința de la Berlin din 1884, Țările europene rivale au feliat continentul African ca pe un tort. Doar Liberia și Etiopia, care a respins invazia italiană, au rămas independente. Colonizarea Africii a avut multe efecte asupra africanilor. Europenii nu au ținut seamă de diversitatea națiunilor africane când au trasat noile granițe. Ei au implementat în Africa forme de guvernare noi, însă puțini africani puteau să voteze. Profiturile realizate în colonii reveneau în Europa, iar coloniștii europeni ocupau adesea terenurile cele mai fertile.
Pentru a evita o colonizare dezordonată a fost organizată Conferința de la Berlin (1884–1885). Astfel, către 1914, țărilor europene le reveneau actualele teritorii ale următoarelor state africane:
- Belgia: Republica Democrată Congo;
- Franța: Maroc (Marocul francez), Algeria, Tunisia, Senegal, Mauritania, Mali, Niger, Ciad, Guineea, Coasta de Fildeș, Burkina Faso, Benin, Republica Centrafricană, Gabon, Republica Congo, Djibouti, Madagascar, Comore și Réunion;
- Germania: Togo, Camerun, Rwanda, Burundi, Tanzania (Tanganika) și Namibia;[1]
- Italia: Libia, Eritreea și estul Somaliei;
- Portugalia: Capul Verde, Guineea-Bissau, São Tomé și Príncipe, Angola (cu Cabinda) și Mozambic;
- Regatul Unit: Teritoriile britanice de peste mări (Ascension, Sfânta Elena, Tristan da Cunha), Egipt, Sudan, Sudanul de Sud, nordul Somaliei, Gambia, Sierra Leone, Ghana, Nigeria, Kenya, Uganda, Tanzania (Zanzibar), Zambia, Malawi, Zimbabwe, Botswana, Namibia (Walvis Bay), Africa de Sud, Lesotho, Swaziland și Mauritius;
- Spania: Insulele Canare, Maroc (Marocul spaniol și Ifni), Ceuta și Melilla, Sahara Occidentală și Guineea Ecuatorială.
- "Independent": Liberia (sclavi americani liberati)
- Independent: Etiopia

## Conferința de la Berlin
Pretextul acestei conferințe a fost apariția statului Congo. Explorarea fluviului de către englezul Stanley și de francezul Pierre de Savorgnan de Brazza demonstra că acolo este o țară bogată și mult mai accesibilă de cum se presupunea. Regele Belgiei, Leopold al II-lea înființează Asociația Internațională Africană și cu ajutorul lui Stanley vrea să creeze un stat liber, care să nu fie subordonat Belgiei, ci Asociației, al cărui suveran să fie însuși regele. Un asemenea stat tampon avea menirea să evite ciocnirile dintre marile puteri. Trebuia împărțit bazinul Congo între acest stat, Franța și Portugalia. Bismarck, profitând de această ocazie, se dovedește a fi încă odată arbitrul Europei și convoacă conferința de la Berlin care are ordinea de zi: libertatea navigației și a comerțului, modalitățile de instalare pe coastele continentului, fixarea frontierelor noului stat.